# Autorités locales aux États-Unis

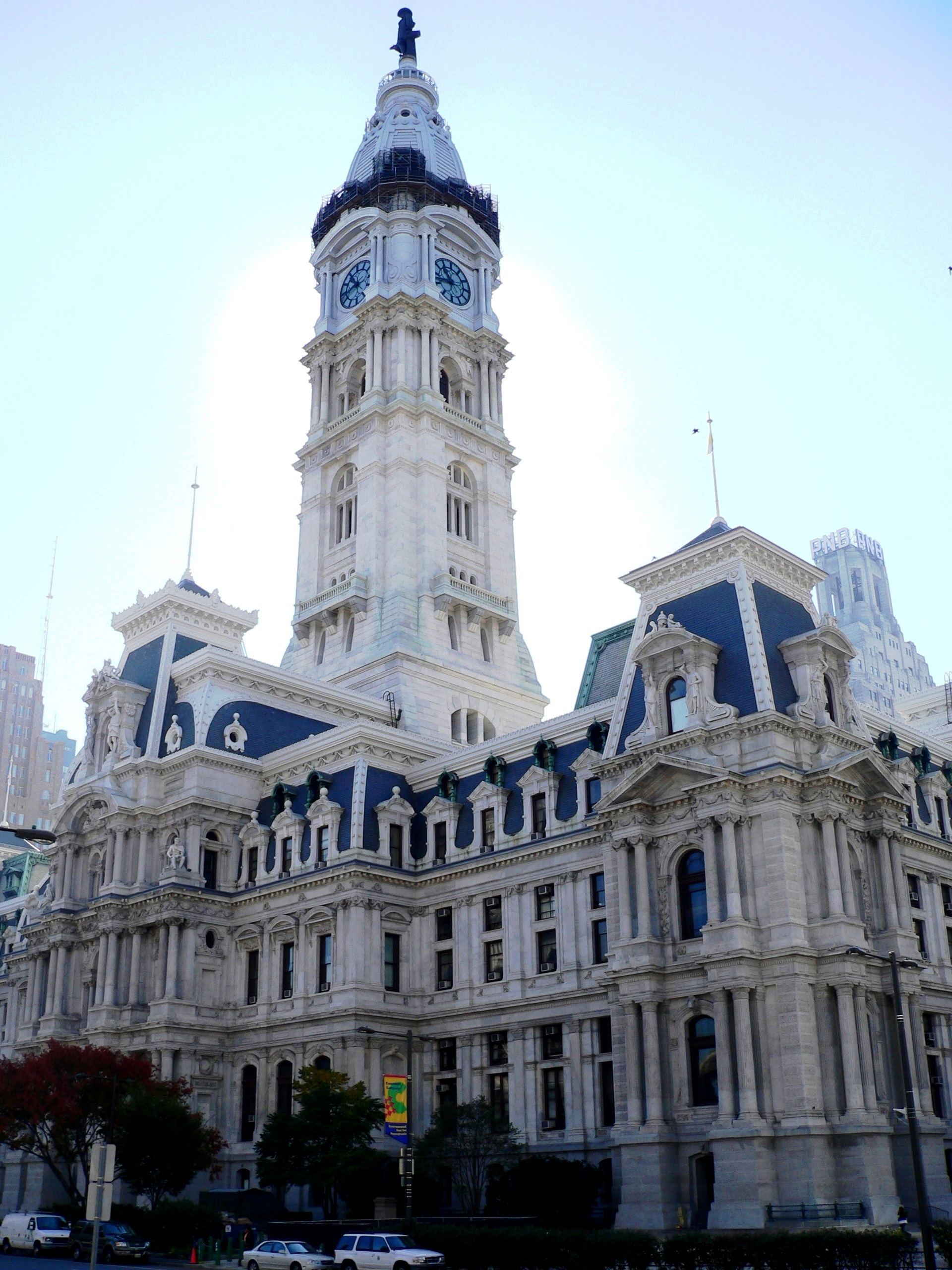
L'hôtel de ville de Philadelphie (Pennsylvanie), siège du gouvernement de la ville-comté consolidée de Philadelphie.

Les autorités locales aux États-Unis (en anglais : local government) font référence à tous les niveaux de juridiction internes aux États ou aux territoires des États-Unis. Pour des raisons historiques, ces structures de gouvernement local sont très différentes d'un État à l'autre. Les deux niveaux administratifs les plus répandus sont : le comté et la municipalité. Dans certains États, les comtés sont divisés en townships, sorte de cantons. Il existe plusieurs types de juridictions de niveau municipal : la ville (city), le bourg (town), l'arrondissement (borough), le village. Toutes n'existent pas dans tous les États et tous les territoires ne font pas l'objet d'une administration municipale constituée.

## Définitions

### Principe
En application du dixième amendement de la Constitution des États-Unis, les États américains sont entièrement libres de définir leurs structures de gouvernement local, toute interférence fédérale étant proscrite en la matière. Il existe en règle générale deux niveaux administratifs : celui des comtés et celui des municipalités, bien que, dans certains états, les comtés soient subdivisés en townships et que, dans certaines régions rurales ou même de banlieue, il n’y ait pas de gouvernement de niveau municipal, l’ensemble des pouvoirs étant alors regroupés au niveau du comté.

### Types de collectivités locales
Le Bureau du recensement des États-Unis (United States Census Bureau) procède au recensement des gouvernements tous les cinq ans pour compiler des statistiques sur l'organisation du gouvernement, l'emploi public et les finances publiques. Les catégories d'administration locale établies dans ce recensement des gouvernements constituent une base pratique pour comprendre l'administration locale aux États-Unis. Les catégories sont les suivantes :
1. Gouvernements des comtés : ce sont des administrations locales définies par les constitutions et les lois des États. Les comtés et leurs éventuels équivalents forment le premier niveau de subdivision administrative des États. Tous les États sont divisés en comtés ou équivalents, bien que tous les comtés ou équivalents n'aient pas d'organe de gouvernement. Ceux-ci ont été éliminés dans le Connecticut, l’État de Rhode Island ainsi que dans certaines parties du Massachusetts. L'arrondissement non organisé (en anglais unorganized borough) de l'Alaska ne dispose pas non plus d'un gouvernement de comté. En outre, un certain nombre de villes indépendantes et dans les villes-comtés consolidées, les administrations municipales remplissent à la fois le rôle des administrations de la ville et du comté. Dans les régions dépourvues de gouvernement de comté, les services sont administrés soit par le niveau inférieur (cantons (townships) ou municipalités, soit par le niveau supérieur (l'État).
2. Gouvernements des villes (cities) ou des cantons (townships) : ils sont définis par les constitutions et les lois de 20 États du Nord-Est et du Midwest[2] afin d'administrer une région définie, en principe une subdivision géographique d'un comté. Selon les lois de l'État et les circonstances locales, un canton peut être incorporé ou non en une personnalité morale, et son degré d'autorité sur les services gouvernementaux locaux peut varier considérablement. Le US Census Bureau inclut dans cette catégorie les bourgs (towns) des six États de Nouvelle-Angleterre et les cantons du New Jersey et de la Pennsylvanie, bien qu'il s'agisse légalement de municipalités[2], car leur structure n'est pas en rapport avec la concentration de population qui est typique des municipalités ailleurs aux États-Unis. En particulier, les bourgs de la Nouvelle-Angleterre ont considérablement plus de pouvoir que la plupart des autres cantons et fonctionnent souvent comme des villes sur le plan juridique, exerçant généralement la gamme complète des pouvoirs qui seraient répartis entre les comtés, les cantons et les villes dans d'autres États[3]. Le terme de « bourg » (town) est utilisé pour désigner un niveau de gouvernement local dans les États de New York et du Wisconsin. Les termes « bourg » (town) et « canton » (township) sont utilisés de façon interchangeable dans le Minnesota.
3. Gouvernements municipaux : ce sont des administrations locales définies par les constitutions et les lois des États afin d'administrer une zone définie, correspondant généralement à une agglomération plutôt qu'à une subdivision d'un comté. Cette catégorie comprend les gouvernements désignés comme villes (cities), arrondissements (burroughs, sauf en Alaska), bourgs (towns, sauf au Minnesota et au Wisconsin) et villages[3]. Ce concept correspond à peu près aux "corporations municipales" reconnues dans les statistiques du Census Bureau, bien qu'en soient exclues les bourgs de la Nouvelle-Angleterre, comme on l'a signalé plus haut. La taille des municipalités va de quasiment zéro (par exemple le village de Monowi, Nebraska, un seul résident) aux 8,5 millions d'habitants de New York). Dans la plupart des États, les administrations des comtés et les administrations municipales coexistent. Toutefois, dans certains États, une ville peut devenir indépendante de tout comté et fonctionner à la fois comme un comté et comme une ville, soit en se séparant de son ou ses comtés, soit en fusionnant avec un ou plusieurs comtés. Une telle ville peut alors être connue sous le nom soit de ville indépendante soit de ville-comté consolidée. Dans ce dernier cas, la ville et le comté existent nominalement, avec un gouvernement consolidé, alors que dans une ville indépendante, le comté a été purement et simplement supprimé[4]. Cette juridiction qui constitue l'équivalent d'un comté est comparable à une "autorité unitaire (en)" dans d'autres États comme le Connecticut, Rhode Island, dans certaines parties du Massachusetts, où les comtés n'existent que pour fixer les limites de certaines fonctions administratives de l'État ou à Porto Rico où il y a 78 municipalités et aucun comté.
4. Gouvernements locaux à but spécial ou districts spéciaux : ce sont des entités comparables à des communautés de communes, destinées à administrer des services spécifiques tels que des écoles publiques, des hôpitaux, des services incendie, la gestion de l’eau ou des cimetières. Les deux types de districts spéciaux sont donc les districts spéciaux à finalité générale et les districts spéciaux scolaires.

### Types d'organes directeurs
La nature du gouvernement des comtés et des municipalités varie non seulement d'un État à l'autre, mais aussi d'un comté à l'autre et d'une municipalité à l'autre. Les électeurs locaux sont généralement libres de choisir le cadre de base du gouvernement à partir d'une sélection établie par la loi de l'État.
Dans la plupart des cas, les comtés et les municipalités sont gouvernés par un conseil, qui opère conjointement avec un maire ou président.
L'International City/County Management Association (ICMA) a classé les formes d'organes directeurs des administrations locales en cinq catégories :
- maire + conseil (mayor–council) ;
- manager + conseil (council–manager) ;
- commission (commission) ;
- conseil de quartier (démocratie directe) (town meeting) ;
- conseil de quartier représentatif (representative town meeting).

En plus des élections pour un conseil ou un maire, des élections ont souvent lieu pour des postes tels que les juges locaux, le shérif, les procureurs et d'autres fonctions.

### Cas des réserves indiennes
Bien que leur territoire soit théoriquement situé à l'intérieur des frontières d'États, les réserves indiennes fonctionnent en fait en dehors du contrôle de ces États. La réserve est habituellement dirigée par un conseil tribal élu qui supervise la fourniture des services locaux.

### Conseils ou associations d'autorités locales
Les grandes aires urbaines ou « régions métropolitaines » connaissent fréquemment six niveaux ou plus de districts spéciaux en plus de ceux de la ville et du comté (ou de la ville, du comté et du canton). De plus, elles regroupent souvent plusieurs comtés, plusieurs dizaines de villes et une centaine (ou plus) de districts spéciaux. En Californie, la complexité était telle qu'en 1963, l'Assemblée législative de la Californie a créé des Local Agency Formation Commissions dans 57 des 58 comtés de l'État, c'est-à-dire des organismes gouvernementaux pour superviser la formation et le développement ordonnés des autres organismes gouvernementaux. L'un des effets de cette extrême complexité est que les victimes de négligence de la part du gouvernement poursuivent parfois la mauvaise entité et ne réalisent pas leur erreur jusqu'après l'échéance du délai de prescription.
Parce que les efforts de consolidation directe se sont avérés vains, les collectivités locales américaines forment souvent des "conseils de gouvernement", des "conseils régionaux métropolitains" ou des "associations de gouvernements". Depuis la fin des années 1990, un mouvement, souvent appelé "nouveau régionalisme", accepte la futilité de rechercher des gouvernements régionaux consolidés et vise plutôt des structures régionales qui ne supplantent pas les gouvernements locaux.

## Statistiques
En 2017, les États-Unis comptaient au total 90 075 entités de gouvernement local, dont 38 779 entités de compétence générale et dont 51 296 districts spéciaux, dont 12 754 districts scolaires, et 38 779 autres districts spéciaux, chiffres stables par rapport au recensement de 2012,.
Les 38 779 entités de compétence générale se décomposent en 3 031 comtés, 19 495 villes et 16 253 bourgs.

## Historique

### Autonomie des colonies américaines
À l'exception de la Géorgie, les colonies anglaises en Amérique du Nord ont été fondées soit par des sociétés privées, soit comme des entités féodales créées par des chartes royales. Dans les deux cas, le roi avait transféré sa souveraineté immédiate sur ces colonies soit au conseil d'administration de ces sociétés, soit aux propriétaires féodaux. La participation démocratique des colons aux lois les concernant a parfois été accordée d’entrée (cas du Maryland, de la Pennsylvanie, des Caroline du Nord et du Sud ou du New Jersey), mais elle a aussi du être arrachée sous la menace d’une émigration massive en cas de refus dans les cas de la Colonie de la baie du Massachusetts, de la Géorgie et de l'État de New York. Isolées loin de Londres dans un continent immense, les colonies se sont rapidement comportées comme des républiques ou des États quasi-indépendants et chacune d'entre elles a, en fonction des circonstances, adopté un mode de gouvernement propre, inspiré du Droit anglais.
Les Anglais ne font que quelques tentatives sporadiques pour placer leurs colonies américaines sous un contrôle plus étroit car, au début du XVIIe siècle, ils sont accaparés par la Révolution anglaise (1642-1649) et ses suites. Menées surtout dans les années 1670, ces tentatives sont anéanties par l'onde de choc de la Glorieuse Révolution (1688-1689) qui dépose Jacques II. La population de Boston se révolte à cette occasion et emprisonne le gouverneur britannique. Les autres colonies qui étaient passées sous le Dominion de la Nouvelle-Angleterre réinstallent rapidement leurs gouvernements précédents.
Autre effet de la Glorieuse Révolution, l'Édit de tolérance anglais de 1688 affirme la liberté de culte pour les chrétiens et imposait des limites à la Couronne. En même temps, John Locke fait paraître son deuxième "traité sur le gouvernement civil" (1690) qui théorise un gouvernement fondé non sur le droit divin mais sur le contrat, et qui affirme que le peuple, doté de droits naturels à la vie, à la liberté et à la propriété, a le droit de se rebeller lorsque les gouvernements violent ces droits.
Dès lors, les assemblées législatives des différentes colonies, conscientes des événements en Angleterre, tentent d'affirmer leurs droits et leurs libertés contre les gouverneurs anglais. Les affrontements récurrents entre le gouverneurs et assemblées vont graduellement éveiller les colons à la notion d'intérêts américains différents de ceux de l'Angleterre. En butte au mépris des autorités anglaises, les assemblées coloniales n'en établissent pas moins la jurisprudence et les principes qui fonderont les constitutions des États. Avec le temps, le centre de décision passe de Londres aux capitales provinciales et le droit à l’autonomie gouvernementale de chaque législature coloniale s'établit, ce qui a pour effet de laisser se développer une grande diversité de gouvernements locaux.

### Des structures de gouvernement local historiquement diversifiées
- Dans le Massachusetts, l'ancienne paroisse d'Angleterre est devenue le bourg (town). En Nouvelle-Angleterre, la population était regroupée dans ces petites communautés compactes en raison de la nécessité de se protéger contre les attaques des Indiens et des animaux sauvages, et pour pouvoir fréquenter l'église. Chaque bourg était une entité légale reconnue et une démocratie politique. Plusieurs fois par an, les hommes adultes du bourg se réunissaient pour discuter de questions publiques, pour établir des impôts, pour voter les lois locales et pour élire les fonctionnaires du bourg. Les plus hauts fonctionnaires étaient les selectmen, équivalents des conseillers municipaux, au nombre de trois à neuf, à qui revenait la direction des affaires publiques, puis le greffier de la ville, le trésorier, les constables, les assesseurs et les aumôniers des pauvres. Le comté était beaucoup moins important que le bourg. Sa compétence était principalement judiciaire et pénitentiaire[8].

- En Virginie, comme dans les autres États du sud, le comté était la principale entité. Les grandes plantations ayant rendu le peuplement compact impossible, la paroisse a rapidement cédé la place au comté. Le chef du comté était le shérif, nommé par le gouverneur. À côté du shérif se tenait le "colonel", dont les fonctions étaient essentiellement militaires. Les comtés étaient divisés en paroisses régies par des conseils paroissiaux dont les fonctions étaient en grande partie ecclésiastiques. L'administration locale, judiciaire et administrative, était principalement aux mains d'un tribunal de comté, dont les membres, généralement d'éminents planteurs non formés à la loi, étaient nommés par le gouverneur. Cette cour vint peu à peu à faire les affaires que faisait autrefois la paroisse. Au lieu de l'assemblée municipale, comme en Nouvelle-Angleterre, les Virginiens avaient leurs " journées de cour ", où les gens de tous milieux se rassemblaient sur la pelouse autour du palais de justice pour faire des affaires privées, faire du sport et écouter des discours[8].

- En Caroline du Sud, il y avait des paroisses, mais pas de comtés ni de cantons. Dans les Carolines, le gouverneur et l'assemblée législative se sont trouvés dans l'impossibilité de gouverner convenablement les districts montagneux, et ils ont été aidés par des bandes de « régulateurs » organisés à cette fin[8].

- Dans le Maryland, le « cent » (hundred) était l'unité de représentation jusqu'en 1654, date à laquelle il a cédé la place au comté. Les officiers de la centaine, à l'exception de l'assesseur, ont été nommés par le gouverneur. Le Maryland a abandonné le terme "cent" en 1824, mais le Delaware, qui l'avait repris, l'a conservé jusqu'à ce jour. Au Delaware, le "tribunal des prélèvements" (levy court), composé des assesseurs, des juges et des grands jurés, se réunissait une fois par an pour fixer les taux d'imposition[8].

- Les colonies moyennes ont emprunté à la Nouvelle-Angleterre et au Sud ; elles ont adopté un système mixte de gouvernement de comté et de canton (township). Dans l'État de New York, le township était l'unité locale, et ce n'est qu'après la conquête anglaise que le comté fut organisé. Sous la domination anglaise, l'assemblée municipale fut instituée, mais avec moins de pouvoir qu'en Nouvelle-Angleterre. Elle élisait des « contrôleurs » (overseers) au lieu des selectmen et d'autres fonctionnaires. Après 1703, elle élit un « superviseur » pour gérer les affaires du canton, et représenter la municipalité au conseil de comté des superviseurs, qui se réunissait une fois par an[8].

- En Pennsylvanie, le comté était à l'origine la seule organisation d'administration locale, chargé des affaires judiciaires et non judiciaires. Au fur et à mesure que la population augmentait, le canton (township) était organisé pour aider le comté dans les affaires locales, comme l'entretien des routes, l'évaluation des propriétés et autres, mais le comté demeurait le district administratif et légal. Presque tous les États organisés depuis la Révolution ont adopté le système mixte de New York et de la Pennsylvanie[8].

### Un principe démocratique dès l'origine
Le principe démocratique a été établi dès l’origine — avec les restrictions propres à l’époque. Il est remarquable que l’une des premières actions des colons débarqués à ce qui allait devenir Jamestown en Virginie le 26 avril 1607 ait été de tenir une élection pour se doter d’un chef.
En principe étaient admis à voter les hommes blancs décrits comme "propriétaires" âgés de 21 ans au moins, bien qu’il y ait pu y avoir des conditions supplémentaires dans certains cas. Les femmes, sauf exception, et les Afro-Américains n’étaient pas à cette époque, considérés comme des électeurs .
Le corps électoral étant ainsi restreint, la situation de certaines colonies a pu paraître plus oligarchique que démocratique, notamment dans les petits bourgs du Massachusetts où l’on est choisi sur la base de la moralité plutôt que de la fortune.
Les campagnes électorales étaient bien différentes de celles du temps présent. Tout se passait le jour du vote, où les candidats devaient saluer individuellement et parler à chaque électeur. Une absence ce jour-là ou un manque d’urbanité aurait pu des conséquences électorales immédiates. Certains candidats offraient à boire et à manger pour augmenter leur popularité.

Rules and orders for the regulation of the corporation when met in Common Council (Règlement et discipline pour les réunions du Conseil de la municipalité), Philadelphie, période 1800–1809.

Les impôts étaient en général basés sur les biens immobiliers car c’était facilement identifiables, que leur valeur était simple à connaître, et que le produit de l’impôt pouvait être facilement alloué à l’entité administrative dont dépendait le bien.
Après la Révolution américaine, des élections locales ont été tenues dans presque toutes les collectivités territoriales américaines.

### Autorité supérieure de l'État sur les autorités locales: la règle de Dillon
Selon un principe contenu dans les gènes du système politique américain en raison de son historique évoqué plus haut, mais formulé seulement en 1872 par le juge John Forrest Dillon, les États sont source de toute légitimité légale. Les autorités locales n’étant pas définies dans la constitution américaine, les États ont commencé dès la fin du XVIIIe siècle à publier des chartes municipales afin d'en faire des « corporations municipales », c'est-à-dire des personnes morales reconnues officiellement. En l'absence d’une telle reconnaissance, les décisions des autorités locales devaient être validées par les législateurs de l'État. Au cours du XIXe siècle, de nombreuses chartes ont été accordées par les gouvernements des États et les gouvernements des comtés, des cantons (townships) et les conseils municipaux se sont dès lors partagé une grande partie des responsabilités, avec de grandes différences d'un État à l'autre. Chaque collectivité devait en faire la demande au parlement de son État, et cela avait pour effet de surcharger les sessions des parlements, ce qui a conduit certains États à passer une loi permettant donner la personnalité morale à une commune par simple demande auprès des autorités de leur comté.
Au fur et à mesure de la croissance des États-Unis en taille et en complexité, la distribution des pouvoirs entre les États et les autorités locales a fait l'objet de nombreuses interprétations et jugements.
La Règle de Dillon a été confirmée par la Cour suprême des États-Unis en 1907 dans l'affaire « Hunter v. Pittsburgh », qui maintenait le pouvoir de la Pennsylvanie de fusionner la ville de Allegheny dans la ville de Pittsburgh, malgré la volonté de la majorité des habitants d'Allegheny. Cette règle permet aux gouvernements des États d'imposer toutes les restrictions qu'ils veulent à leurs municipalités (y compris leur fusion, leur contrôle direct ou leur abolition pure et simple), à condition que ces règles ne violent pas la constitution de l'État. Cependant, la règle de Dillon ne s'applique pas dans tous les États des États-Unis, parce que certaines constitutions des États prévoient des droits spécifiques pour les municipalités et les comtés.
Les constitutions des États qui autorisent les comtés ou les municipalités à édicter des ordonnances sans l'autorisation du législateur sont réputées conférer le pouvoir du Home rule aux États-Unis.
Certains États n’appliquent la règle de Dillon que partiellement.
Dans les années 1920, l'État a donné à certains cantons ou à d'autres organes directeurs locaux le pouvoir de décider comment les terres étaient utilisées ; une ordonnance de « zonage » type comporte une carte d'une parcelle de terrain avec une déclaration précisant comment ces terres peuvent être utilisées, comment les bâtiments peuvent être construits, etc..
La légitimité du zonage a été confirmée par la Cour suprême dans sa décision « Village of Euclid v. Ambler Realty Co. » (« Le village d’Euclid (Ohio) contre la société Ambler Immobilier ».

## Autorités locales par État
Les sections suivantes fournissent des détails sur le fonctionnement des administrations locales dans un certain nombre d'États, à titre d'exemple de la diversité qui existe dans l'ensemble du pays.

### Alaska
L'Alaska appelle l'équivalent de ses comtés (counties) « arrondissements » (burroughs), fonctionnant à l'identique des comtés des 48 États continentaux. En raison de sa faible densité de population, cet État a une autre spécificité : l'ensemble de son territoire n'est pas subdivisé en arrondissements mais regroupé dans ce qu'on appelle le borough non organisé (en anglais unorganized borough) qui, comme son nom l'indique, n'a pas de gouvernement d'arrondissement, mais est administré directement par le gouvernement de l'État. Bon nombre des arrondissements de l'Alaska sont des administrations municipales consolidées ; d'autres villes existent à la fois dans des arrondissements organisés et dans l'arrondissement non organisé.

### Californie
La Californie a plusieurs formes d'administration locale différentes qui se chevauchent. Les villes, les comtés et la seule ville-comté consolidée peuvent prendre des ordonnances (lois locales), y compris l'établissement et l'application de sanctions civiles et pénales.

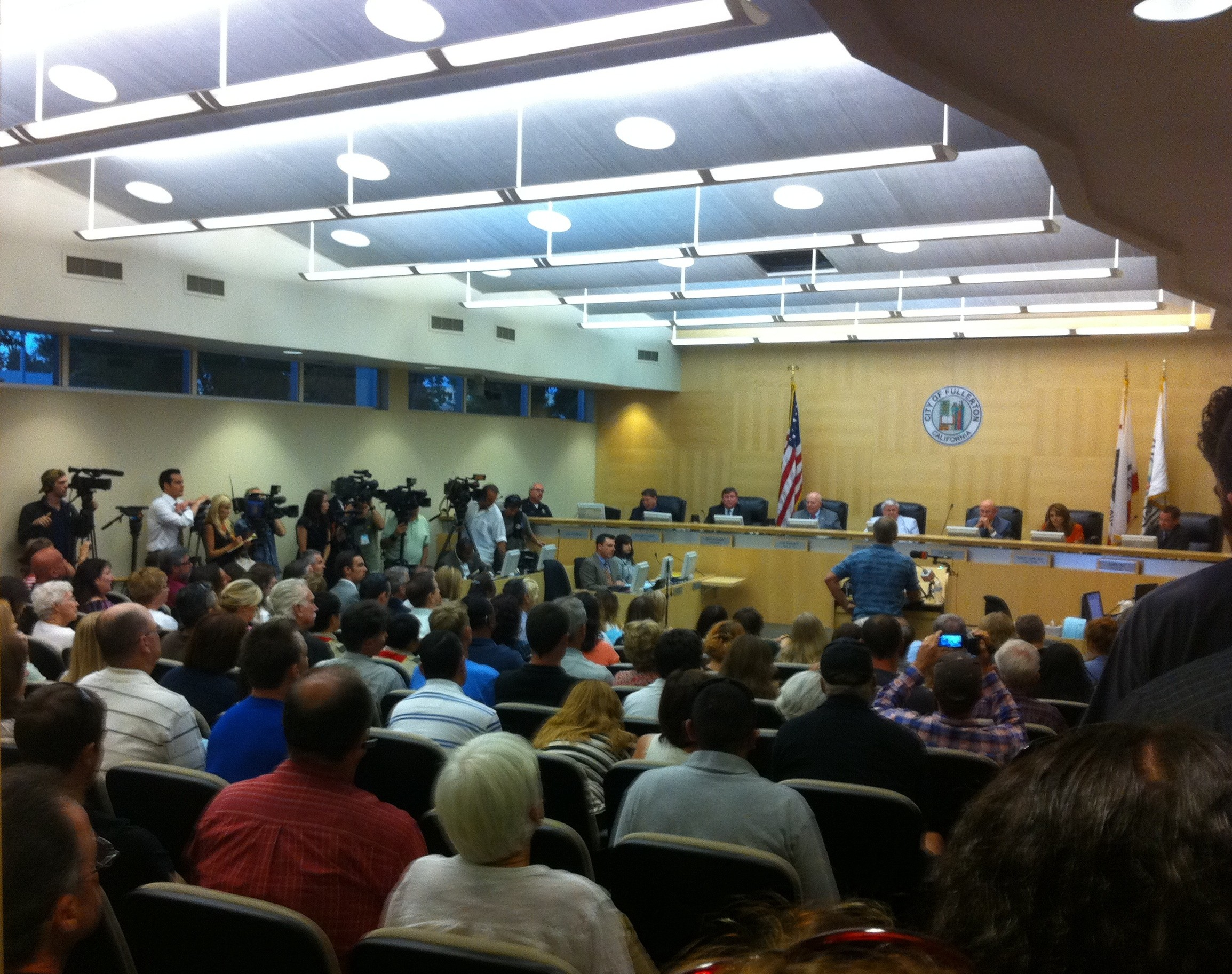
Une réunion du conseil municipal à Fullerton, Californie.

L'État de Californie est subdivisé en 58 comtés (par exemple comté de Los Angeles). Le seul type d'entité municipale est la ville (par exemple Los Angeles), bien que les villes puissent fonctionner soit en vertu du « droit général », soit en vertu d'une charte établie sur mesure. La Californie n'a jamais eu de villages, n'a jamais vraiment utilisé les townships (ils ne servaient qu'à des fins d'arpentage et de justice), et permet aux villes (cities) de s'appeler bourgs (towns) si elles le souhaitent, mais à titre purement esthétique et sans effet juridique. En conséquence, la Californie compte plusieurs bourgs qui comptent des dizaines de milliers d'habitants et plusieurs villes qui ne comptent que quelques centaines d'habitants.
En vertu de la Constitution californienne, les villes californiennes se voient accorder de larges pouvoirs pléniers et affirment leur compétence dans à peu près tous les domaines, et elles ne peuvent être abolies ou fusionnées sans le consentement d'une majorité de leurs habitants. Los Angeles a par exemple ses propres services d'eau et d'électricité et son propre service d'inspection des ascenseurs, tandis que pratiquement toutes les autres villes californiennes comptent sur les services privés et les inspecteurs des ascenseurs d'État. San Francisco est quant à elle la seule ville-comté consolidée de l'état.
La ville de Lakewood a été la pionnière du Plan Lakewood, un contrat en vertu duquel une ville rembourse un comté pour la prestation de services qui sont rendus plus efficacement à l'échelle du comté. De tels contrats sont devenus très populaires en Californie et dans de nombreux autres États, car ils permettent aux gouvernements municipaux de se concentrer sur des préoccupations locales particulières comme le zonage. Une ville qui sous-traite la plupart de ses services, en particulier l'application de la loi, est connue sous le nom de ville contractuelle).
Il existe également en Californie des milliers de districts spéciaux, dont certains sont leurs propres services de police (par exemple Bay Area Rapid Transit District ou le Los Angeles Unified School District).

### District de Columbia
Le District de Columbia est unique aux États-Unis puisqu'il est sous l'autorité directe du Congrès des États-Unis, plutôt que de faire partie d'un État. En vertu de la District of Columbia Home Rule Act, le conseil municipal de la ville a reçu la délégation des pouvoir qui reviennent habituellement aux États ou des comtés. Le Conseil du district de Columbia a donc le pouvoir de rédiger des lois, comme le ferait une législature d'État, la loi étant promulguée dès sa signature par le maire de Washington. Par la suite, le Congrès des États-Unis a le pouvoir d'annuler la loi si nécessaire.

### Géorgie
L'État de Géorgie est divisé en 159 comtés — c'est l'État qui compte le plus grand nombre de comtés après le Texas —, chacun d'entre eux ayant bénéficié de la home rule depuis au moins 1980. Cela signifie que les comtés de Géorgie agissent non seulement en tant qu'unités du gouvernement de l'État, mais aussi de la même manière que les municipalités.
Toutes les communes sont classées comme « ville », quelle que soit la taille de leur population. Pour qu'une ville soit constituée, il faut qu'une législation dans ce sens soit adoptée par l'Assemblée générale de Géorgie (la législature d'État) ; en règle générale, la législation exige qu'un référendum des électeurs locaux approuve la constitution, qui doit être adoptée à la majorité simple. C'est ce qui s'est produit tout récemment en 2005 et 2006 dans plusieurs communautés près d'Atlanta. Sandy Springs, une ville de 85 000 habitants au nord d'Atlanta, a ainsi été constituée en décembre 2005. Un an plus tard, Johns Creek (62 000 habitants) et Milton (Géorgie) (20 000 habitants) ont fait de même, ce qui signifie que la totalité du nord du comté de Fulton était dès lors municipalisée. L'Assemblée générale a également approuvé un plan pour établir deux nouvelles villes dans les zones du comté non incorporées restantes, au sud d'Atlanta : South Fulton et Chattahoochee Hills. Toutefois, en décembre 2007, seule cette dernière a voté en faveur de l'incorporation en ville ; South Fulton a voté contre et est la seule zone qui reste non municipalisée dans le comté de Fulton.
Les chartes de la ville peuvent être révoquées soit par le législateur, soit par un référendum à la majorité simple des habitants de la ville ; ce dernier cas s'est présenté en 2004, à Lithia Springs. La dernière révocation par l'assemblée législative a eu lieu en 1995, lorsque des douzaines de villes ont été éliminées parce qu'elles n'avaient pas de conseils municipaux actifs, ou même parce qu'elles n'offraient pas au moins les trois services municipaux requis pour toutes les villes.
Les nouvelles villes ne peuvent pas incorporer de zones situées à moins de 3 miles (4,8 km) des limites d'une ville existante sans l'approbation de l'Assemblée générale de Géorgie. Cette assemblée a approuvé toutes les créations récentes et à venir des nouvelles villes du comté de Fulton.
Quatre zones disposent d'un gouvernement « ville-comté consolidé » : Columbus depuis 1971, Athens depuis 1991, Augusta depuis 1996, et Macon, approuvée par les électeurs en 2012.

### Hawaï
Hawaï est le seul État américain qui n'a pas de municipalités incorporées. Au lieu de cela, il comporte quatre comtés, dont l'un est la "ville-comté consolidée" de Honolulu. Toutes les communautés sont considérées comme de simples circonscriptions dédiées au recensement, dont les limites exactes sont fixées par accord entre le bureau du gouverneur d'Hawaï et le Bureau du recensement des États-Unis.
Le comté de Kalawao est le deuxième plus petit comté des États-Unis et est souvent considéré comme faisant partie du comté de Maui.

### Louisiane
En Louisiane, les comtés s'appellent paroisses (parish) et le chef-lieu du comté est connu sous le nom de siège paroissial. Cette différence de nomenclature ne reflète aucune différence fondamentale dans la nature du gouvernement, mais plutôt l'historique unique de l'État de Louisiane en tant qu'ancienne colonie française et espagnole (ce bien qu'un petit nombre d'autres États aient aussi eu des paroisses).

### Maryland
Le Maryland compte 23 comtés. La constitution du Maryland établit la charte de la ville de Baltimore en tant que Ville indépendante (États-Unis), qui est l'équivalent fonctionnel d'un comté et est séparée de tout autre comté. Par exemple, il existe aussi un Comté de Baltimore, mais son siège est à Towson, pas dans la ville de Baltimore. Hormis Baltimore, toutes les villes sont les mêmes, et il n'y a pas de différence entre les municipalités appelées ville ou appelées bourg. Les villes et les villages reçoivent leurs chartes par l'assemblée législative du Maryland.

### Caroline du Nord
La Caroline du Nord compte 100 comtés, ce qui en fait l'État avec le septième plus grand nombre de comtés.
Les Conseils de gouvernement de Caroline du Nord (en) (ou les conseils régionaux de gouvernement) sont des associations bénévoles de gouvernements de comté et d'administration municipale, créées par l'Assemblée générale de Caroline du Nord en 1972, qui servent de tribune aux administrations locales de toute la Caroline du Nord pour discuter de questions propres à leur région. En se regroupant au niveau régional, la voix d'une communauté devient la voix d'un grand nombre de personnes, ce qui offre une meilleure occasion d'aborder ces questions. Aujourd'hui, la majorité des citoyens et des administrations locales de Caroline du Nord sont représentés par des conseils régionaux, ce qui en fait un élément de plus en plus important des activités des administrations locales.
Aujourd'hui, la Caroline du Nord compte 16 conseils régionaux de gouvernement. Les conseils régionaux de Caroline du Nord se sont engagés à travailler ensemble. En 2010, les dix-sept conseils régionaux qui existaient à l'époque ont signé un accord de coopération interrégionale qui établissait une politique visant à accroître leur valeur en partageant les ressources de leurs membres et leur capacité à fournir des services à l'État de la Caroline du Nord. Cet accord autorise également les conseils régionaux à mener des activités dans les régions situées à l'extérieur de leurs frontières, avec leur consentement, lorsque ces services sont destinés à la région et à l'État. Les frontières régionales correspondent aux frontières des comtés, chaque conseil étant composé à la fois d'administrations de comté et d'administrations municipales. Bien que le nombre de conseils régionaux en Caroline du Nord ait diminué au fil des ans, le nombre de citoyens desservis par ces conseils continue d'augmenter. En 2007, le nombre de collectivités locales desservies par des conseils régionaux en Caroline du Nord avait augmenté de 16 % depuis 1994. Au cours de la même période, le nombre de citoyens desservis par les conseils régionaux a augmenté de 35 %, soit environ 2,3 millions de personnes. Cela équivaut à 92 % des administrations locales et à 97 % de tous les citoyens de Caroline du Nord représentés par des conseils régionaux au 1er juillet 2007.

### Pennsylvanie
La Pennsylvanie compte 67 comtés. A l'exception de Philadelphie et du comté d'Allegheny, les comtés sont gouvernés par trois à sept commissaires de comté qui sont élus tous les quatre ans ; le procureur général, le trésorier de comté, le shériff, et certaines catégories de juges (« juges d'élection ») sont aussi élus séparément. Philadelphie est une ville-comté consolidée depuis 1854 et a un gouvernement ville-comté consolidé depuis 1952. Le comté d'Allegheny est doté d'un conseil et d'un gouvernement exécutif depuis 2001, tout en conservant ses cantons, ses arrondissements et ses villes.
Chaque comté est divisé en corporations municipales, qui peuvent être de quatre types : les villes (cities), les arrondissements (boroughs), les cantons (townships) et les bourgs incorporés comme municipalités (incorporated towns). Le Commonwealth ne contient aucune terre non constituée en société qui n'est pas desservie par une administration locale. Cependant, les services postaux américains ont donné des noms à des endroits à l'intérieur des townships qui ne sont pas incorporés séparément. Par exemple, King of Prussia est une circonscription dédiée au recensement, n'ayant donc pas de gouvernement local en propre. Elle fait partie du canton d'Upper Merion Township, gouverné par les superviseurs d'Upper Merion.
Les cantons sont divisés en deux catégories, selon la taille et la densité de leur population. Les cantons de « première classe » ont un conseil composé de cinq à quinze commissaires qui sont élus soit à titre personnel, soit pour un quartier particulier pour un mandat de quatre ans, tandis que ceux de « deuxième classe » ont un conseil composé de trois à cinq superviseurs qui sont élus pour un mandat de six ans. Certains cantons ont adopté une charte qui leur permet de choisir leur forme de gouvernement. C'est le cas, par exemple, d'Upper Darby Township, dans le Comté de Delaware, qui a choisi d'avoir un système « maire-conseil » semblable à celui d'une municipalité.
Les arrondissements de Pennsylvanie sont régis par un système de « conseil + maire » dans lequel le maire n'a que peu de pouvoirs (en général celui de superviser le service de police municipal, si l'arrondissement en a un), tandis que le conseil d'arrondissement a une mission et un pouvoir de supervision très importants. Le président du conseil, qui est élu par le parti majoritaire tous les deux ans, est l'équivalent du président d'un conseil au Royaume-Uni ; ses pouvoirs s'exercent dans les limites fixées par la constitution de l'État et la charte du district. Une petite minorité d'arrondissements ont abandonné le système maire + conseil au profit du système conseil + manager, dans lequel le conseil nomme un directeur d'arrondissement pour superviser les activités quotidiennes de l'arrondissement. Comme dans le cas des cantons, un certain nombre d'arrondissements ont adopté des chartes sur l'autonomie interne ; un exemple en est State College, qui conserve le système de conseil municipal qu'il avait en tant que municipalité.
Bloomsburg est le seul bourg incorporé du Commonwealth ; McCandless dans le comté d'Allegheny se décrit comme une ville, mais elle demeure officiellement un canton avec une charte home rule (en).
Les villes de Pennsylvanie sont divisées en quatre classes : Classe 1, Classe 2, Classe 2A et Classe 3. Les villes de classe 3, qui sont les plus petites, ont soit un système de conseil municipal, soit un système de conseil municipal comme celui d'un arrondissement, bien que le maire ou le directeur municipal ait plus de surveillance et de fonctions que ses homologues des arrondissements. Pittsburgh et Scranton sont les seules villes de classe 2 et de classe 2A de l'État respectivement, et les maires disposent d'un certain droit de veto, mais sont toujours gouvernés principalement par leur conseil municipal.
Philadelphie est la seule ville de classe 1 du Commonwealth de Pennsylvanie. Son gouvernement est semblable à celui du Commonwealth lui-même, avec un maire doté de pouvoirs de nomination et de veto importants et un conseil municipal de 17 membres qui dispose à la fois de pouvoirs législatifs et de confirmation. Certains types de législation qui peuvent être adoptés par le gouvernement municipal exigent une législation de l'État avant d'entrer en vigueur. Contrairement aux autres villes de Pennsylvanie, le gouvernement municipal de Philadelphie a également la surveillance du gouvernement de comté, et en tant que tel contrôle le budget pour le procureur de district, le shérif, et d'autres bureaux de comté qui ont été retenus de l'existence séparée du comté une seule fois ; ces bureaux sont élus séparément que ceux du gouvernement municipal propre.

### Texas
Le Texas compte 254 comtés, le plus grand nombre de comtés de tous les États des États-Unis. Le Texas a des villes (cities) mais n'a pas de bourgs (townships).
Chaque comté est gouverné par un tribunal de commissaires (Commissioners Court) composé de cinq membres, soit un juge de comté (élu à titre personnel) et quatre commissaires (élus dans les circonscriptions uninominales). Le juge de comté n'a pas d'autorité de veto sur les décisions de la cour ; il / elle a une voix à l'égal des autres commissaires. Dans les plus petits comtés, le juge de comté exerce également des fonctions judiciaires, tandis que dans les plus grands comtés, son rôle se limite au tribunal. Les élections se déroulent sur une base partisane.
Les comtés n'ont pas d'autorité de type home rule ; leur autorité est strictement limitée par l'État. Ils opèrent dans des zones considérées comme « non incorporées », c'est-à-dire tout ce qui ne se trouvent pas sur le territoire d'une ville, à moins que la ville n'ait passé un contrat avec le comté pour des services essentiels. En clair, les comtés du Texas n'existent que pour fournir des types spécifiques de services au niveau local, comme le prescrit la loi de l'État, mais ils ne peuvent pas promulguer d'ordonnances locales.
Comme l'a ouvertement reconnu un manuel scolaire produit pour les écoles du Texas, les comtés du Texas sont sujets à des opérations inefficaces et sont vulnérables à la corruption, pour plusieurs raisons. Premièrement, la plupart d'entre eux ne recrutent pas selon les mérites mais selon le système des dépouilles, de sorte que de nombreux employés des comtés obtiennent leur poste par loyauté envers un parti politique et un commissaire plutôt qu'en fonction de leurs compétences et leur expérience préalable nécessaires pour tenir ce poste. Deuxièmement, la plupart des comtés n'ont pas centralisé les achats au sein d'un seul service qui serait en mesure de négocier des rabais de quantité et d'examiner attentivement les soumissions et les attributions de contrats. Troisièmement, dans 90 % des comtés du Texas, chaque commissaire est responsable individuellement de planifier et d'exécuter son propre programme de construction et d'entretien routier dans son quartier, ce qui entraîne une coordination insuffisante et un double emploi dans l'entretien des routes.
Toutes les municipalités constituées en société sont techniquement considérées comme des villes, même si la municipalité préfère se qualifier elle-même de bourg ou de village. Les villes peuvent être régies soit par le droit commun soit par le système de home rule. Lorsqu'une ville atteint 5 000 habitants, elle peut soumettre une pétition par voie de scrutin pour créer une "charte de la ville" et fonctionner sous le statut d'autonomie (elle conservera ce statut même si la population redescend sous le seuil des 5 000 habitants) et peut choisir sa propre forme de gouvernement (conseil municipal faible ou fort, commission, directeur de conseil). Dans le cas contraire, la ville fonctionne en vertu du droit général ; ces villes n'ont que les pouvoirs autorisés par l'État. Les politiques de fusion de villes dépendent fortement du fait que la ville est une ville de droit commun (l'annexion ne peut se faire qu'avec le consentement des propriétaires fonciers) ou d'autonomie (aucun consentement n'est requis, mais si la ville ne fournit pas les services essentiels, les propriétaires fonciers peuvent demander la désannexion), et les limites municipales peuvent traverser des comtés. Le conseil municipal peut être élu soit à titre individuel, soit dans des circonscriptions uninominales (Houston utilise une structure de circonscription uninominale à deux niveaux), ou un mélange des deux. Les bulletins de vote sont non partisans (bien que, généralement, l'affiliation politique des candidats soit connue de tous).
À l'exception du Stafford Municipal School District, les plus de 1 000 districts scolaires du Texas sont tous des districts scolaires "indépendants". La loi de l'État exige sept administrateurs, qui peuvent être élus soit à titre personnel, soit dans les circonscriptions uninominales. Les bulletins de vote ne sont pas partisans. Bien que la loi du Texas autorise les districts scolaires à appliquer une gouvernance autonome, aucun district n'a demandé ce statut. L'Agence de l'éducation du Texas (TEA) a le pouvoir d'ordonner la fermeture et la consolidation des districts scolaires, généralement pour des échecs répétés ; l'ancien district scolaire indépendant de Wilmer-Hutchins a par exemple été fermé par la TEA pour cette raison.
En outre, la loi de l'État autorise la création de districts spéciaux, tels que les districts hospitaliers ou les districts d'approvisionnement en eau. Tous ces districts sont régis par la loi de l'État ; il n'y a pas d'option d'autonomie.
Les lois du Texas ne prévoient pas de villes indépendantes ni de gouvernements de villes-comtés consolidés. Toutefois, les collectivités locales sont libres de conclure des accords avec d'autres, principalement pour des raisons d'efficacité. (Par exemple, les villes et les districts scolaires d'un comté passent un contrat avec le comté pour la perception de l'impôt foncier ; ainsi, chaque résident ne reçoit qu'une seule feuille d'impôts fonciers.)

### Virginie
La Virginie est divisée en 95 comtés et 38 villes. Toutes les villes sont indépendantes, ce qui signifie qu'elles sont séparées et indépendantes de tout comté dont elles sont proches ou même où elles seraient enclavées. Les villes de Virginie sont donc l'équivalent des comtés ; il n'y a pas d'instance de gouvernement entre elles et l'État. En Virginie, une municipalité subordonnée à un comté est nécessairement un bourg (town) alors que, partout ailleurs aux États-Unis, il existe des villes dans les comtés. Par exemple, il y a un comté de Fairfax et une ville de Fairfax totalement indépendants l'un de l'autre. City of Fairfax, même si le siège du comté de Fairfax se trouve dans la ville de Fairfax. Dans le comté de Fairfax, cependant, se trouve la bourg (town) de Vienna, qui fait bien partie du comté de Fairfax. Des noms semblables ne reflètent pas nécessairement des proximités géographiques. Par exemple, le comté de Franklin est loin de la ville de Franklin, alors que Charles City est une communauté non constituée dans le comté éponyme (Charles City County), qui ne comporte aucun bourg.